# Perturbation du cycle de l'eau en Haïti
 (avril 2024).
 (avril 2024).
La mise en forme du texte ne suit pas les recommandations de Wikipédia : il faut le « wikifier ».
Les points d'amélioration suivants sont les cas les plus fréquents :
- Les titres sont pré-formatés par le logiciel. Ils ne sont ni en capitales, ni en gras.
- Le texte ne doit pas être écrit en capitales (les noms de famille non plus), ni en gras, ni en italique, ni en « petit »…
- Le gras n'est utilisé que pour surligner le titre de l'article dans l'introduction, une seule fois.
- L'italique est rarement utilisé : mots en langue étrangère, titres d'œuvres, noms de bateaux, etc.
- Les citations ne sont pas en italique mais en corps de texte normal. Elles sont entourées par des guillemets français : « et ».
- Les listes à puces sont à éviter, des paragraphes rédigés étant largement préférés. Les tableaux sont à réserver à la présentation de données structurées (résultats, etc.).
- Les appels de note de bas de page (petits chiffres en exposant, introduits par l'outil «  Source ») sont à placer entre la fin de phrase et le point final[comme ça].
- Les liens internes (vers d'autres articles de Wikipédia) sont à choisir avec parcimonie. Créez des liens vers des articles approfondissant le sujet. Les termes génériques sans rapport avec le sujet sont à éviter, ainsi que les répétitions de liens vers un même terme.
- Les liens externes sont à placer uniquement dans une section « Liens externes », à la fin de l'article. Ces liens sont à choisir avec parcimonie suivant les règles définies. Si un lien sert de source à l'article, son insertion dans le texte est à faire par les notes de bas de page.
- La présentation des références doit suivre les conventions bibliographiques. Il est recommandé d'utiliser les modèles {{Ouvrage}}, {{Chapitre}}, {{Article}}, {{Lien web}} et/ou {{Bibliographie}}. Le mode d'édition visuel peut mettre en forme automatiquement les références.
- Insérer une infobox (cadre d'informations à droite) n'est pas obligatoire pour parachever la mise en page.

Pour une aide détaillée, merci de consulter Aide:Wikification.
Si vous pensez que ces points ont été résolus, vous pouvez retirer ce bandeau et améliorer la mise en forme d'un autre article.
En Haïti, la perturbation du cycle de l'eau demeure un défi environnemental majeur. Il affecte la biodiversité et la vie quotidienne des habitants.
Plusieurs raisons expliquent ce problème : la prolifération des bidonvilles, l'absence d'une politique globale de développement urbain, le réchauffement climatique.
Confronté à une situation économique, sociale et politique désastreuse, Haïti, n'arrive pas à mettre en place une politique d'aménagement urbain.
Enfin, la déforestation favorise les catastrophes naturelles.
La perturbation du cycle de l'eau reste une menace durable pour le développement du pays.

## Eau
Pendant des siècles, l’eau a été perçue et traitée comme une ressource inépuisable, abondante et se régénérant d’elle-même.
L’eau est indispensable. Elle fédére les communautés d’usagers. Elle donne vie aux organismes vivants et au fonctionnement des écosystèmes. Elle est un bien commun. Elle fonde la vie communautaire.
Parallèlement à sa composante technique, l'eau possède d'autres dimensions, environnementale, sociale, culturelle, économique, juridique, pédagogique, spirituelle, historique. Au fil des siècles, la présence d'eau a conditionné le développement territorial des communautés.
L’eau est aussi la source de nombreuses maladies pour les êtres vivants. La population augmente, les activités industrielles se développent, les eaux de surface et les eaux souterraines se polluent. L’homme est exposé à des nombreuses substances chimiques présentes dans l’eau.

## Contexte hydrologique en Haïti
Située dans les Caraïbes, Haïti est exposée au déséquilibre écologique. Des inondations catastrophiques associées à des pluies torrentielles et des ouragans, des tremblements de terre dévastateurs, des variations climatiques et météorologiques extrêmes peuvent perturber le cycle de l’eau . Ces problèmes sont amplifiés par la déforestation, la dégradation des sols et les pratiques agricoles non durables.
Changement climatique, pollution et déforestation sont les causes de la perturbation du cycle de l'eaudans les villes et les bidonvilles. Ces causes provoquent une augmentation de la température de l'eau des océans et une diminution considérable de la quantité d'eau disponible au niveau des nappes phréatiques.

## Conséquences sur l'environnement
Le changement climatique est un défi environnemental urgent.
Les changements à long terme des températures et des précipitations s’accompagnent de vagues de chaleur et de pluies intenses, augmentant le risque d’inondations, principalement dans les pays de la région des Caraïbes comme Haïti.
La perturbation du cycle de l’eau a plus de conséquences que les variations de température sur les écosystèmes physiques, qui est sensible aux changements des conditions hydro climatiques. L’intensité des précipitations et les conditions physico–chimiques de l’eau au niveau du lac Azuei en Haïti peuvent varier en fonction de l’abondance naturelle, la composition et les concentrations des éléments minéralogiques dans les sédiments.
Les pratiques agricoles, les changements de couverture terrestre causés par la déforestation ont modifié les terres autour du lac Azuei.
Les inondations, les sècheresses et la dégradation des écosystèmes aquatiques sont des effets de la perturbation du cycle de l'eau. La pénurie d'eau potable aggrave les problèmes de santé publique.
Ces perturbations entraînent inondations, pluies torrentielles, sécheresses, modification de la fréquence et de l'intensité des précipitations, rareté de l'eau.
Des mesures peuvent réduire ces perturbations : la conservation de l'eau, la protection des écosystèmes aquatiques, la réduction de la pollution, la promotion d'une gestion durable des ressources hydriques, la reforestation pour préserver les bassins versants, l'amélioration des techniques agricoles pour réduire l'érosion, l'adoption de technologies plus efficaces pour la gestion de l'eau.
Les perturbations climatiques favorisent les maladies infectieuses, transmises par des arthropodes hématophages telles que la dengue, le zika, le chikungunya et le paludisme.
Le changement climatique menace Haïti, même si le pays contribue très peu au phénomène. À l’instar des pays d’Amérique latine et des Caraïbes, la République d’Haïti en subit les effets.

## Conclusion
C'est un défi complexe. Des solutions sont envisageables. Investir dans des pratiques durables, renforcer la résilience des communautés, restaurer le cycle de l’eau, offrir un environnement stable et prospère : Haïti peut espérer un avenir.